# Parki narodowe w Norwegii
Parki narodowe w Norwegii – obszary prawnie chronione na terenie Norwegii, wyróżniające się charakterystycznymi lub reprezentatywnymi ekosystemami albo krajobrazami, gdzie nie ma bardziej rozwiniętej infrastruktury.
W Norwegii znajduje się 47 parków narodowych – 40 na kontynencie i 7 na Svalbardzie (stan na 2021 rok).

## Historia
Początki ochrony przyrody w Norwegii sięgają XIX w., kiedy to 24 kwietnia 1884 roku parlament Królestwa Norwegii Storting zdecydował o kupnie lasu bukowego w Larviku z przeznaczeniem na teren rekreacyjny. Pierwsze przepisy prawa o ochronie przyrody zostały przyjęte w 1910 roku, kolejne ustawy były przyjmowane w 1954 i 1970 roku. Termin „park narodowy” został wprowadzony przez ustawę o ochronie przyrody z 19 czerwca 1970 roku .
Obecnie (2019) obowiązująca ustawa o różnorodności przyrody pochodzi z 2009 roku. Ustawa ta stanowi, że ochroną w formie parków narodowych mogą być objęte duże obszary siedlisk z charakterystycznymi lub reprezentatywnymi ekosystemami albo krajobrazami, i gdzie nie ma bardziej rozwiniętej infrastruktury. Przepisy obejmują ochroną krajobraz, rośliny i zwierzęta, cechy geologiczne, a także zabytki kultury, w celu zapewnienia niezakłóconego środowiska naturalnego.
Pierwszym parkiem narodowym utworzonym na terenie Norwegii był Park Narodowy Rondane (norw. Rondane nasjonalpark) założony w 1962 roku, kolejnym Park Narodowy Børgefjell (norw. Børgefjell nasjonalpark) w 1963 roku. W 1964 roku Rada Ochrony Przyrody opublikowała raport, w którym zaproponowała utworzenie 16 parków narodowych. Większość parków powstała dopiero na mocy ustawy o ochronie przyrody z 1970 roku.
W 1972 roku powołano do życia Ministerstwo ds. Ochrony Środowiska, które objęło nadzór nad rozwijaniem obszarów chronionych na terenie Norwegii. Na początku lat 90. XX w. powstał plan parków narodowych i innych obszarów chronionych, który jest systematycznie realizowany.
Trzy parki narodowe stały się częściami innych parków narodowych i przestały istnieć samodzielnie :
- założony w 1970 roku Gressåmoen nasjonalpark stał się częścią powstałego w 2004 roku Blåfjella-Skjækerfjella nasjonalpark
- założony w 1974 roku Dovrefjell nasjonalpark stał się częścią powstałego w 2002 roku Dovrefjell-Sunndalsfjella nasjonalpark
- założony w 1968 roku Ormtjernkampen nasjonalpark stał się częścią powstałego w 2011 roku Langsua nasjonalpark

Obecnie (2021) na terenie Norwegii znajduje się 47 parków narodowych – 40 na kontynencie (zajmujących powierzchnię 31 tys. km² ) i 7 na Svalbardzie (14 483 km² ).

## Parki narodowe
Poniższa tabela przedstawia norweskie parki narodowe:
Nazwa parku narodowego – polska nazwa wraz z nazwą w języku norweskim;
 Rok – rok utworzenia/poszerzenia parku;
Powierzchnia – powierzchnia parku w km²;
Położenie – okręg;
Uwagi – informacje na temat statusu rezerwatu biosfery UNESCO, posiadanych certyfikatów, przyznanych nagród i wyróżnień międzynarodowych itp.
     Parki narodowe na Svalbardzie
| Lp. | Zdjęcie | Nazwa parku narodowego                                                         | Rok                 | Powierzchnia (km²) | Położenie                             | Uwagi             |
| --- | ------- | ------------------------------------------------------------------------------ | ------------------- | ------------------ | ------------------------------------- | ----------------- |
| 1.  |         | Park Narodowy Ånderdalen Ånderdalen nasjonalpark                               | 1970 1975 2004 2018 | 134                | Troms                                 |                   |
| 2.  |         | Park Narodowy Blåfjella-Skjækerfjella Blåfjella-Skjækerfjella nasjonalpark     | 1970 2004           | 1924               | Nord-Trøndelag                        |                   |
| 3.  |         | Park Narodowy Breheimen Breheimen nasjonalpark                                 | 2009                | 1691               | Oppland Sogn og Fjordane              |                   |
| 4.  |         | Park Narodowy Børgefjell Børgefjell nasjonalpark                               | 1963 1971 2003      | 1447               | Nord-Trøndelag Nordland               |                   |
| 5.  |         | Park Narodowy Dovre Dovre nasjonalpark                                         | 2003                | 289                | Oppland                               |                   |
| 6.  |         | Park Narodowy Dovrefjell-Sunndalsfjella Dovrefjell-Sunndalsfjella nasjonalpark | 1974 2002 2018      | 1829               | Oppland Møre og Romsdal Sør-Trøndelag |                   |
| 7.  |         | Park Narodowy Femundsmarka Femundsmarka nasjonalpark                           | 1971 2003           | 597                | Hedmark Sør-Trøndelag                 |                   |
| 8.  |         | Park Narodowy Folgefonna Folgefonna nasjonalpark                               | 2005                | 548                | Hordaland                             |                   |
| 9.  |         | Park Narodowy Forlandet Forlandet nasjonalpark                                 | 1973                | 4627               | Svalbard                              | Ostoja ptaków IBA |
| 10. |         | Park Narodowy Forollhogna Forollhogna nasjonalpark                             | 2001                | 1062               | Hedmark Sør-Trøndelag                 |                   |
| 11. |         | Park Narodowy Fulufjellet Fulufjellet nasjonalpark                             | 2012                | 83                 | Hedmark                               |                   |
| 12. |         | Park Narodowy Færder Færder nasjonalpark                                       | 2013                | 340                | Vestfold                              |                   |
| 13. |         | Park Narodowy Gutulia Gutulia nasjonalpark                                     | 1968 2004           | 23                 | Hedmark                               |                   |
| 14. |         | Park Narodowy Hallingskarvet Hallingskarvet nasjonalpark                       | 2006                | 450                | Buskerud Hordaland                    |                   |
| 15. |         | Park Narodowy Hardangervidda Hardangervidda nasjonalpark                       | 1981                | 3422               | Buskerud Hordaland Telemark           |                   |
| 16. |         | Park Narodowy Indre Wijdefjorden Indre Wijdefjorden nasjonalpark               | 2005                | 1127               | Svalbard                              |                   |
| 17. |         | Park Narodowy Jomfruland Jomfruland nasjonalpark                               | 2016                | 117                | Telemark                              |                   |
| 18. |         | Park Narodowy Jostedalsbreen Jostedalsbreen nasjonalpark                       | 1991                | 1310               | Sogn og Fjordane                      |                   |
| 19. |         | Park Narodowy Jotunheimen Jotunheimen nasjonalpark                             | 1980                | 1155               | Oppland Sogn og Fjordane              |                   |
| 20. |         | Park Narodowy Junkerdal Junkerdal nasjonalpark                                 | 2004                | 682                | Nordland                              |                   |
| 21. |         | Park Narodowy Láhko Láhko nasjonalpark                                         | 2012                | 188                | Nordland                              |                   |
| 22. |         | Park Narodowy Langsua Langsua nasjonalpark                                     | 1968 2011           | 537                | Oppland                               |                   |
| 23. |         | Park Narodowy Lierne Lierne nasjonalpark                                       | 2004                | 333                | Trøndelag                             |                   |
| 24. |         | Park Narodowy Lofotodden Lofotodden nasjonalpark                               | 2018                | 99                 | Nordland                              |                   |
| 25. |         | Park Narodowy Lomsdal-Visten Lomsdal-Visten nasjonalpark                       | 2009                | 1102               | Nordland                              |                   |
| 26. |         | Park Narodowy Møysalen Møysalen nasjonalpark                                   | 2003                | 51                 | Nordland                              |                   |
| 27. |         | Park Narodowy Nordenskiöld Land Nordenskiöld Land nasjonalpark                 | 2003                | 1362               | Svalbard                              |                   |
| 28. |         | Park Narodowy Nordre Isfjorden Nordre Isfjorden nasjonalpark                   | 2003                | 2952               | Svalbard                              |                   |
| 29. |         | Park Narodowy Nordvest-Spitsbergen Nordvest-Spitsbergen nasjonalpark           | 1973                | 9871               | Svalbard                              |                   |
| 30. |         | Park Narodowy Øvre Anárjohka Øvre Anárjohka nasjonalpark                       | 1975                | 1414               | Finnmark                              |                   |
| 31. |         | Park Narodowy Øvre Dividal Øvre Dividal nasjonalpark                           | 1971 2006           | 770                | Troms                                 |                   |
| 32. |         | Park Narodowy Øvre Pasvik Øvre Pasvik nasjonalpark                             | 1970 2003           | 120                | Finnmark                              |                   |
| 33. |         | Park Narodowy Raet Reat nasjonalpark                                           | 2016                | 609                | Aust-Agder                            |                   |
| 34. |         | Park Narodowy Rago Rago nasjonalpark                                           | 1971                | 171                | Nordland                              |                   |
| 35. |         | Park Narodowy Reinheimen Reinheimen nasjonalpark                               | 2006                | 1974               | Oppland Møre og Romsdal               |                   |
| 36. |         | Park Narodowy Reisa Reisa nasjonalpark                                         | 1986                | 803                | Troms                                 |                   |
| 37. |         | Park Narodowy Rohkunborri Rohkunborri nasjonalpark                             | 2011                | 556                | Troms                                 |                   |
| 38. |         | Park Narodowy Rondane Rondane nasjonalpark                                     | 1962 2003           | 969                | Hedmark Oppland                       |                   |
| 39. |         | Park Narodowy Saltfjellet-Svartisen Saltfjellet-Svartisen nasjonalpark         | 1989                | 2102               | Nordland                              |                   |
| 40. |         | Park Narodowy Sassen-Bünsow Land Sassen-Bünsow Land nasjonalpark               | 2003                | 1230               | Svalbard                              |                   |
| 41. |         | Park Narodowy Seiland Seiland nasjonalpark                                     | 2006                | 317                | Finnmark                              |                   |
| 42. |         | Park Narodowy Sjunkhatten Sjunkhatten nasjonalpark                             | 2010                | 417                | Nordland                              |                   |
| 43. |         | Park Narodowy Skarvan og Roltdalen Skarvan og Roltdalen nasjonalpark           | 2004                | 442                | Trøndelag                             |                   |
| 44. |         | Park Narodowy Sør-Spitsbergen Sør-Spitsbergen nasjonalpark                     | 1973                | 13177              | Svalbard                              |                   |
| 45. |         | Park Narodowy Stabbursdalen Stabbursdalen nasjonalpark                         | 1970 2002           | 749                | Finnmark                              |                   |
| 46. |         | Park Narodowy Varangerhalvøya Varangerhalvøya nasjonalpark                     | 2006                | 1818               | Finnmark                              |                   |
| 47. |         | Park Narodowy Ytre Hvaler Ytre Hvaler nasjonalpark                             | 2009                | 355                | Østfold                               |                   |